# Шадрино (Дмитровский городской округ)
Шадрино — деревня в Дмитровском районе Московской области, в составе Сельского поселения Костинское. Население — 5 чел. (2010). До 2006 года Шадрино входило в состав Гришинского сельского округа. В деревне находится памятник архитектуры — дом художника Виктора Васнецова, перевезённый сюда в 1952 году из бывшей усадьбы художника Ваньково.

## Расположение
Деревня расположена в юго-восточной части района, примерно в 10 км на юго-восток от Дмитрова, на левом берегу реки Яхромы, высота центра над уровнем моря 184 м. Ближайшие населённые пункты — Ваньково на противоположном берегу реки и Ивановское в 1 км на запад.

## Население
| 2002 | 2006 | 2010 |
| ---- | ---- | ---- |
| 0    | →0   | ↗5   |